# Daniel Bordignon
Daniel Bordignon Barbieri (Toledo, 3 febbraio 1996) è un ex cestista brasiliano con cittadinanza spagnola.